# Evening Falls…
Az Evening Falls… Enya ír dalszerző és énekesnő második kislemeze második, Watermark című albumáról.
Ezen szerepel először bónuszdalként a Csendes éj ír változata, az Oíche chiúin, ami később több más Enya-kiadványra is felkerül.

## Változatok
A kislemez különböző kiadásai.
3" mini CD (Japán)
12" kislemez (Ausztrália, Egyesült Királyság, Németország)
1. Evening Falls…
2. Oíche chiúin

3" mini CD (Németország)
12" kislemez (Egyesült Királyság)
1. Evening Falls…
2. Oíche chiúin
3. Morning Glory

7" kislemez (Németország)
1. Evening Falls…
2. Oíche chiúin